# Geschichte der Stadt Wil (SG)

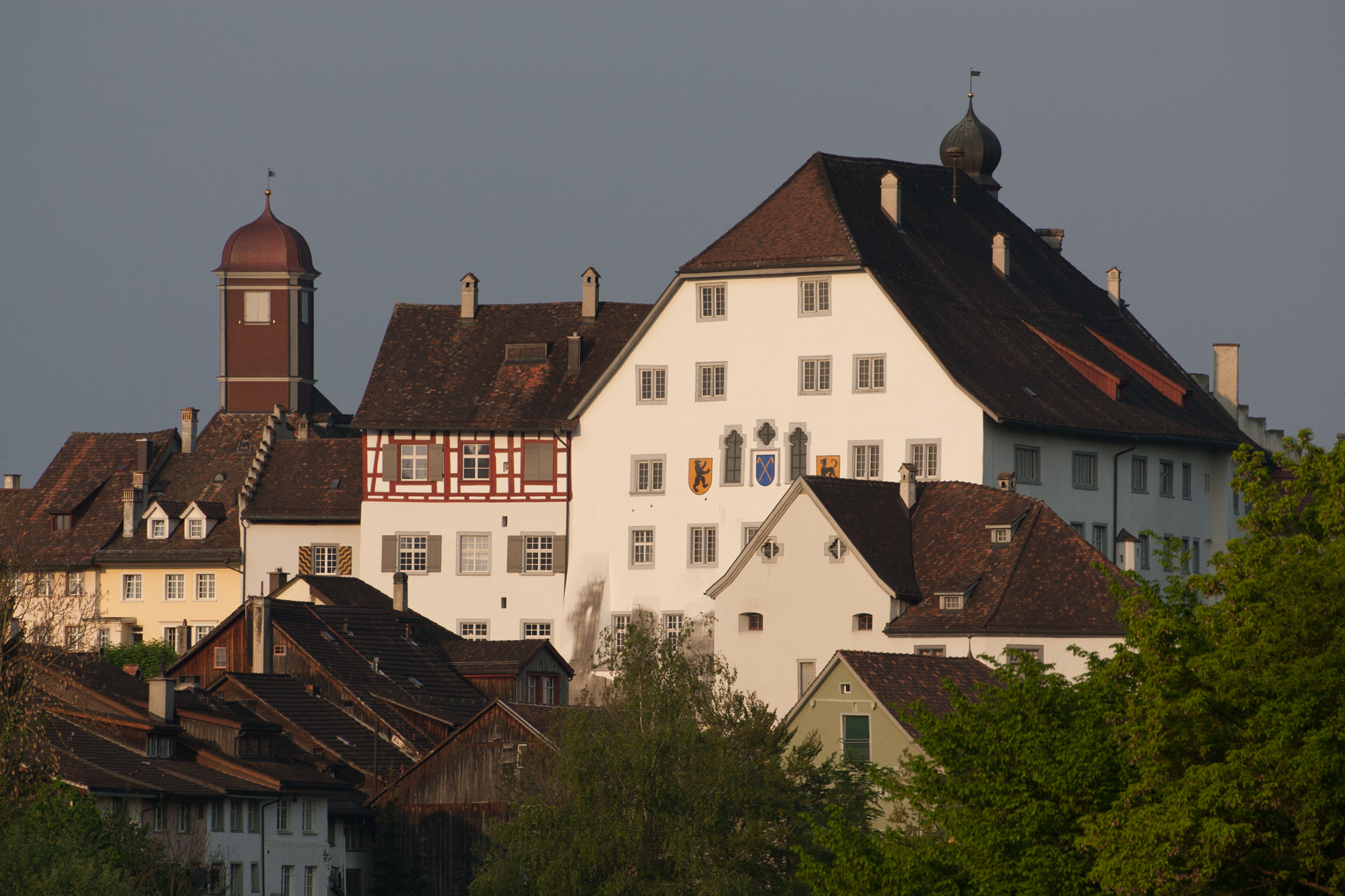
Der Hof zu Wil diente dem St. Galler Fürstabt zeitweise als Residenz.

Die um 1200 gegründete Stadt Wil wurde 1226 von den Grafen von Toggenburg an das Kloster St. Gallen übergeben. Die Streitereien zwischen der Fürstabtei St. Gallen und König Rudolf von Habsburg führten 1292 zur Zerstörung Wils. Im Alten Zürichkrieg 1445 und im Toggenburgerkrieg 1712 wurde Wil belagert. 1803 kam Wil zum Kanton St. Gallen und wurde zu einem regionalen Zentrum.

## Mittelalter
| Jahr      | Mitte des 14. Jh.   | 1403                   | 1445 | 1715 | 1837 | 1850 | 1900 | 1950 | 2000   | 2023   |
| Einwohner | knapp 200 Haushalte | 314 Steuer- pflichtige | 339  | 295  | 1098 | 1555 | 4982 | 8681 | 16'392 | 24'980 |

Wil wurde 754 in der Henauer Urkunde als Wila, 762 als villa Vila, 1215 als Wile und 1244 als Wila erwähnt. Das Kloster St. Gallen erhielt in der zweiten Hälfte des 8. Jahrhunderts Güter und Rechte in Wil geschenkt. Um 1200 gründeten die Freiherren von Toggenburg die Stadt Wil. Nach dem sogenannten Toggenburger Brudermord von Diethelm an Friedrich 1226 schenkte ihr Vater, Graf Diethelm von Toggenburg, die Stammfeste Alt-Toggenburg und die Stadt Wil dem Abt des Klosters St. Gallen, Konrad von Bussnang, der den Erschlagenen kirchlich bestattet hatte. Obwohl der Bruder des Ermordeten, Graf Diethelm von Toggenburg, und seine Söhne jahrelang diese Schenkung bestritten, blieb Wil bis 1798 im Besitz der Fürstabtei St. Gallen. Mit dem Ausbau von Wil als westlicher Stützpunkt fürstäbtisch-sankt-gallischen Herrschaft gerieten die Fürstäbte in der zweiten Hälfte des 13. Jahrhunderts in Konflikt mit König Rudolf von Habsburg, der in unmittelbarer Nähe die Stadt Schwarzenbach gründete. Die Streitigkeiten der beiden Herrschaftsträger endeten mit der Zerstörung Wils 1292. Herzog Albrecht von Habsburg befahl den Umzug der Bewohner nach Schwarzenbach. Nach dem Friedensschluss von 1301 wurde die Stadt Wil der Fürstabtei St. Gallen zurückerstattet und neu aufgebaut, Schwarzenbach sollte geschleift werden. 1312 wurde Wil durch einen Brand verheert.

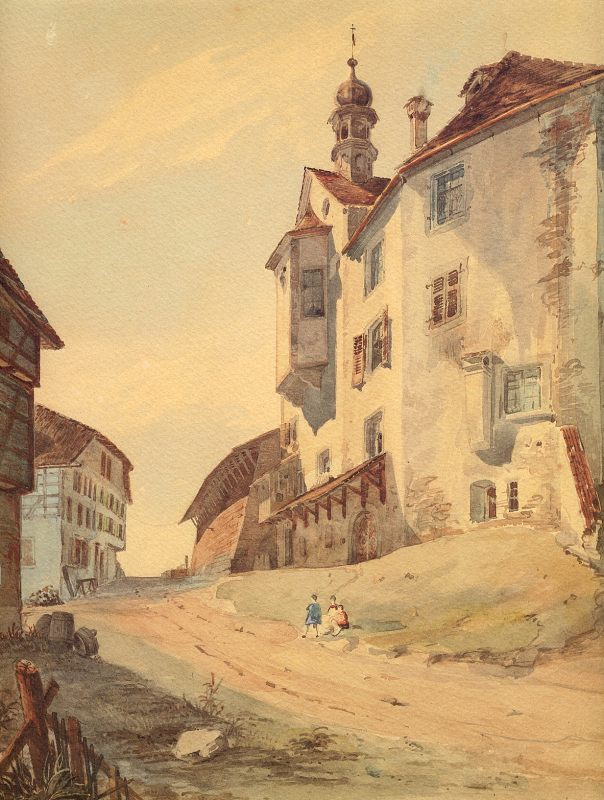
Hof zu Wil auf einem Bild des Wiler Architekten Johann Georg Müller (1822–1849).

Das Gründungsjahr der 1248 erstmals erwähnte Pfarrkirche St. Peter ist ungewiss, doch ist ein Vorgängerbau aus der Zeit um 1200 archäologisch belegt. Die in Wil noch immer verehrte romanische Madonna datiert aus dem 12. Jahrhundert. Der Chor des Bauensembles stammt von 1460, die Liebfrauenkapelle von 1498 und das Schiff von 1887. Ein Leutpriester wird erstmals 1209 genannt. Das Patronatsrecht lag spätestens ab 1248 bei der Abtei St. Gallen. Die seit der Stadtgründung innerhalb der Stadtmauern bestehende Filialkirche St. Nikolaus wurde im 15. Jahrhundert neu gebaut. Sie erlangte unter Fürstabt Ulrich Rösch in der zweiten Hälfte des 15. Jahrhunderts weitere Pfarrrechte und dadurch zunehmende Bedeutung. Die ab 1284 erwähnte Beginensammlung bei der Kirche St. Peter, die sich später an den Dominikanerorden anlehnte, zog im 15. Jahrhundert in die Nähe der besser geschützten Kirche St. Nikolaus. Dank Stiftungen verfügten die Kirchen von Wil Ende des 15. Jahrhunderts über acht Priesterpfründen.

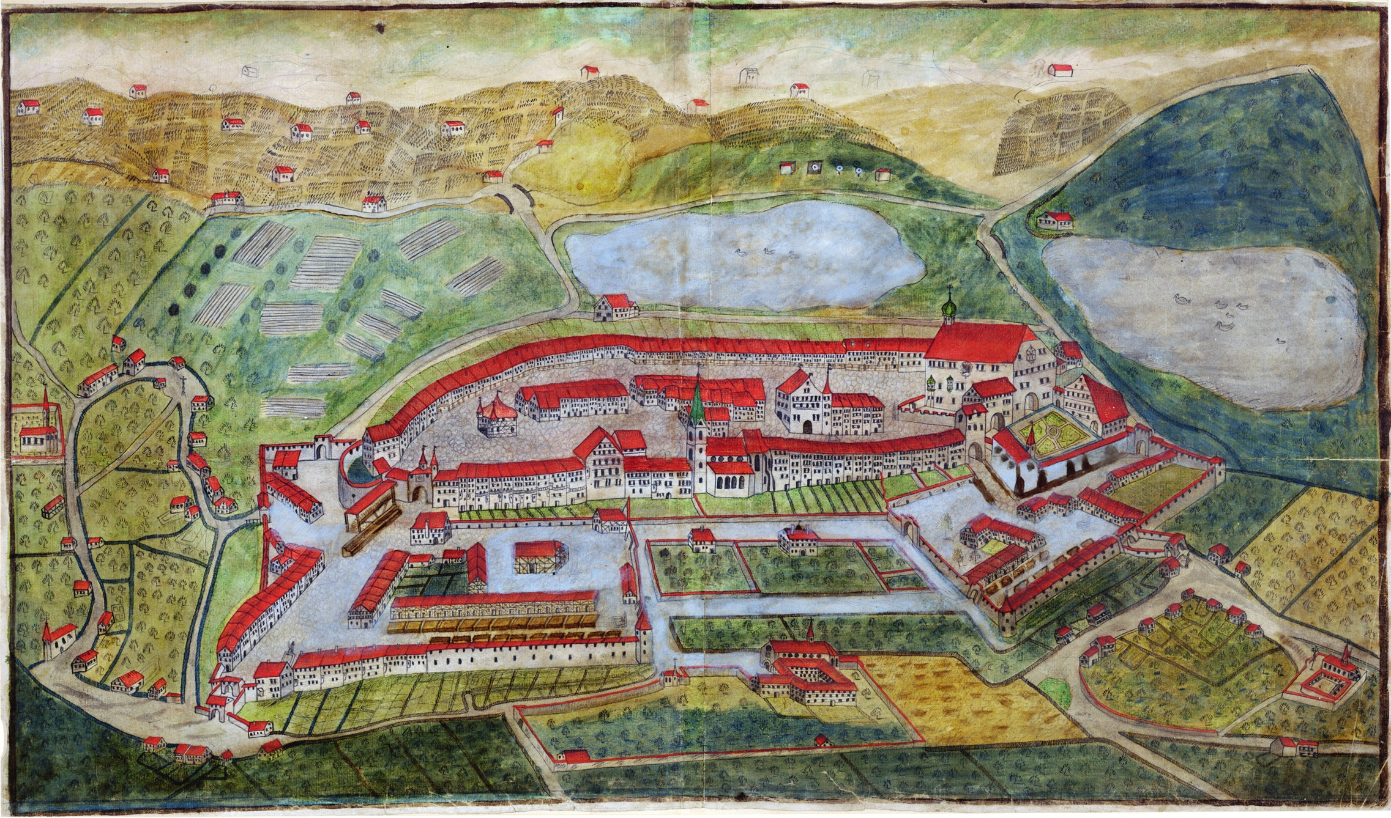
Stadtansicht von Südosten. Tusche, Bleistift und Aquarell, geschaffen von einem unbekannten Zeichner zwischen 1657 und 1694.
Die Altstadt besteht aus der Kernstadt mit Vorder- und Hintergasse, einer doppelten Häuserzeile in deren Mitte und zwei Vorstädten. Die Residenz der St. Galler Fürstäbte (rechts), zu welcher der Hof mit dem Zwiebeltürmchen und das 1694 aufgestockte Toggenburgerhaus gehören, sowie die Pfarrkirche St. Nikolaus treten aus dem Stadtbild hervor, genauso wie das dazwischen gelegene Rathaus mit einem Eckturm. Das Dominikanerinnenkloster St. Katharina (unten, Mitte), das 1657 vollendete Kapuzinerkloster (rechts, untere Bildecke), die beiden Stadtweier, die Bleicherwiesen sowie die Kirche St. Peter (linker Bildrand) prägen das Umland.

Die Fürstäbte von St. Gallen weilten oft in ihrer Nebenresidenz im Hof zu Wil an der Nordostecke des mauerumringten Städtchens. Anstelle eines älteren Turms liessen sie um 1400 einen Neubau errichten. 1334 erhielt die Stadt von Abt Hermann von Bonstetten eine erste Handfeste. Darin versprach er, sie bei ihren althergebrachten Rechten zu belassen und sie dem Kloster St. Gallen niemals zu entfremden. 1345 gewährte Kaiser Ludwig der Bayer Wil das Privileg, dass kein Stadtbürger vor ein fremdes Gericht gezogen werden durfte. Der in dieser Urkunde erstmals erwähnte Rat lässt eine zunehmende Selbstverwaltung der Stadt erkennen. Ab 1379 führte sie ein eigenes Siegel. Ebenfalls 1379 trat Wil dem Schwäbischen Städtebund bei und gehörte 1388 bis 1405 auch jenem der Bodenseestädte an. 1425 schloss sie ein Schutzbündnis mit Graf Friedrich VII. von Toggenburg, das zehn Jahre später erneuert wurde. Im Alten Zürichkrieg beteiligten sich Söldner von Wil auf eidgenössischer Seite an Kriegszügen gegen Zürich. Dabei taten sich 1444 die sogenannten Wiler Böcke hervor. 1445 belagerten Zürcher Truppen Wil und zündeten die Obere Vorstadt an, ohne aber die Stadt zu stürmen, weil die Schwyzer im Anmarsch waren. Zum Dank für die glückliche Errettung wird in Wil noch alljährlich am Pfingstmontag eine Votivprozession abgehalten. Als der Fürstabt von St. Gallen 1451 mit den vier Orten Schwyz, Luzern, Glarus und Zürich das ewige Burg- und Landrecht abschloss, wurde auch die Stadt Wil verpflichtet, im Konfliktfall ihren Anteil an der fürstäbtischen Mannschaft zu stellen. Die vier Orte waren ab 1479 mit einem Landes- bzw. Schirmhauptmann mit Sitz in Wil vertreten. 1463 übertrug Kaiser Friedrich III. die Hochgerichtsbarkeit über Wil der Fürstabtei St. Gallen, die vom Reichsvogt ausgeübt wurde. Die Niedergerichtsbarkeit war zwischen der Fürstabtei und der Stadt aufgeteilt, wobei der «Grosse Vertrag» von 1492, der bis zum Ende des Ancien Régime massgebend blieb, die rechtlichen Kompetenzen der 12 bis 14 Gerichtsherren regelte. Die Bürger der Stadt wählten aus den vom Fürstabt vorgeschlagenen Kandidaten den Schultheissen sowie die 12 Mitglieder des Kleinen und die 30 des Grossen Rats. Ab 1464 vertrat der Hofammann die Fürstabtei St. Gallen auch im städtischen Rat.
Zusätzlich zum Wochenmarkt erwarb Ulrich Rösch 1472 vom Kaiser das Recht auf zwei Jahrmärkte in Wil. Auch förderte er das Leinwandgewerbe. Wiler Kaufleute trieben Fernhandel, doch stand das Textilgewerbe stets im Schatten der stadt-sankt-gallischen Konkurrenz. Von besonderer Bedeutung waren der Viehmarkt, der Kernen-, Schmalz- und Garnmarkt. Da die Fürstäbte Zünfte mit politischer Stossrichtung nicht zuliessen, schlossen sich die Handwerker stattdessen in den vier religiösen Bruderschaften St. Elogi, St. Crispinus und Crispinianus, St. Sebastiani und St. Agathae sowie St. Severin und Severinus zusammen. Charakteristisch für Wil waren die vielen Kunsthandwerker, angefangen bei den ab dem 13. Jahrhundert bezeugten Goldschmieden über die Maler, Zinngiesser und Glasmaler der frühen Neuzeit bis zum Altarbaugeschäft der Brüder Franz und August Müller im 19. Jahrhundert.

## Frühe Neuzeit

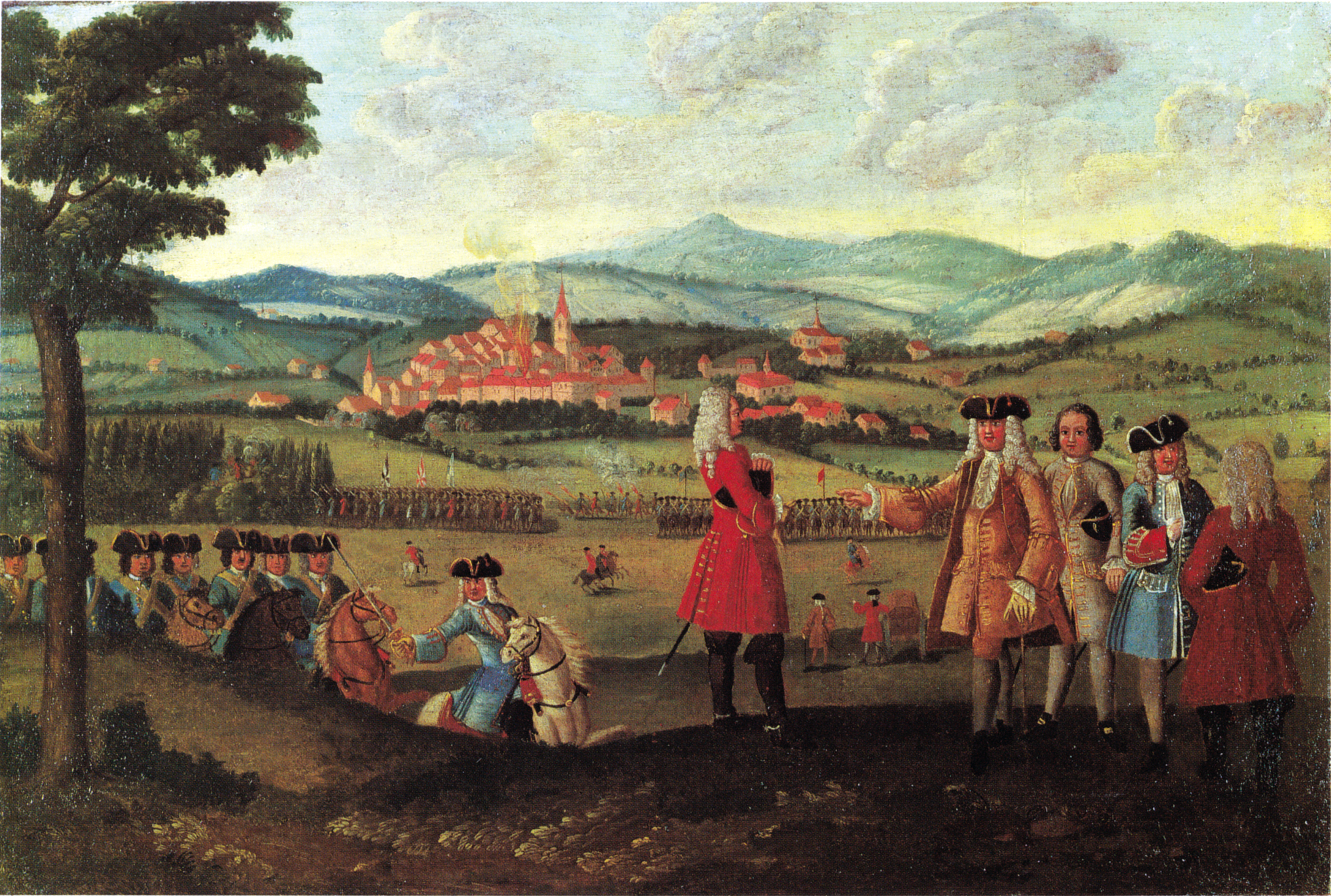
Belagerung von Wil 1712

Eine mit der Kirche eng verbundene Lateinschule ist in Wil ab 1269 nachweisbar. Sie wurde im frühen 19. Jahrhundert zur Realschule umgestaltet. Zahlreiche junge Männer aus Wil absolvierten ab dem späten Mittelalter ein Universitätsstudium, im 15. und frühen 16. Jahrhundert am häufigsten in Heidelberg und Erfurt. Die Reformation wurde ab 1528 vom Zürcher Schirm- und Vierortehauptmann der Fürstabtei, Jakob Frei, gefördert und 1529/30 eingeführt, indes nach dem Zweiten Kappelerkrieg 1531 durch die Bürgerschaft von Wil, unterstützt von den katholischen Schirmorten, wieder rückgängig gemacht. Gegen Ende des Dreissigjährigen Kriegs tagte der eidgenössische Kriegsrat im Städtchen und einigte sich 1647 auf die als Defensionale von Wil bezeichnete Wehrordnung. Die Toggenburger Wirren rückten im Zweiten Villmergerkrieg erneut Wil in den Vordergrund: 1712 wurde die Stadt beschossen und zur Kapitulation gezwungen. Zürcher und Berner hielten sie bis zum Frieden von Baden im Juni 1718 besetzt. Im September konnte der alte Landesherr wieder in den Hof einziehen. Dem 1717 im Exil gewählten Fürstabt Joseph von Rudolphi, der im Frieden erfolgreich verhandelt hatte, leisteten die Stadtbürger nun erstmals den Huldigungseid.

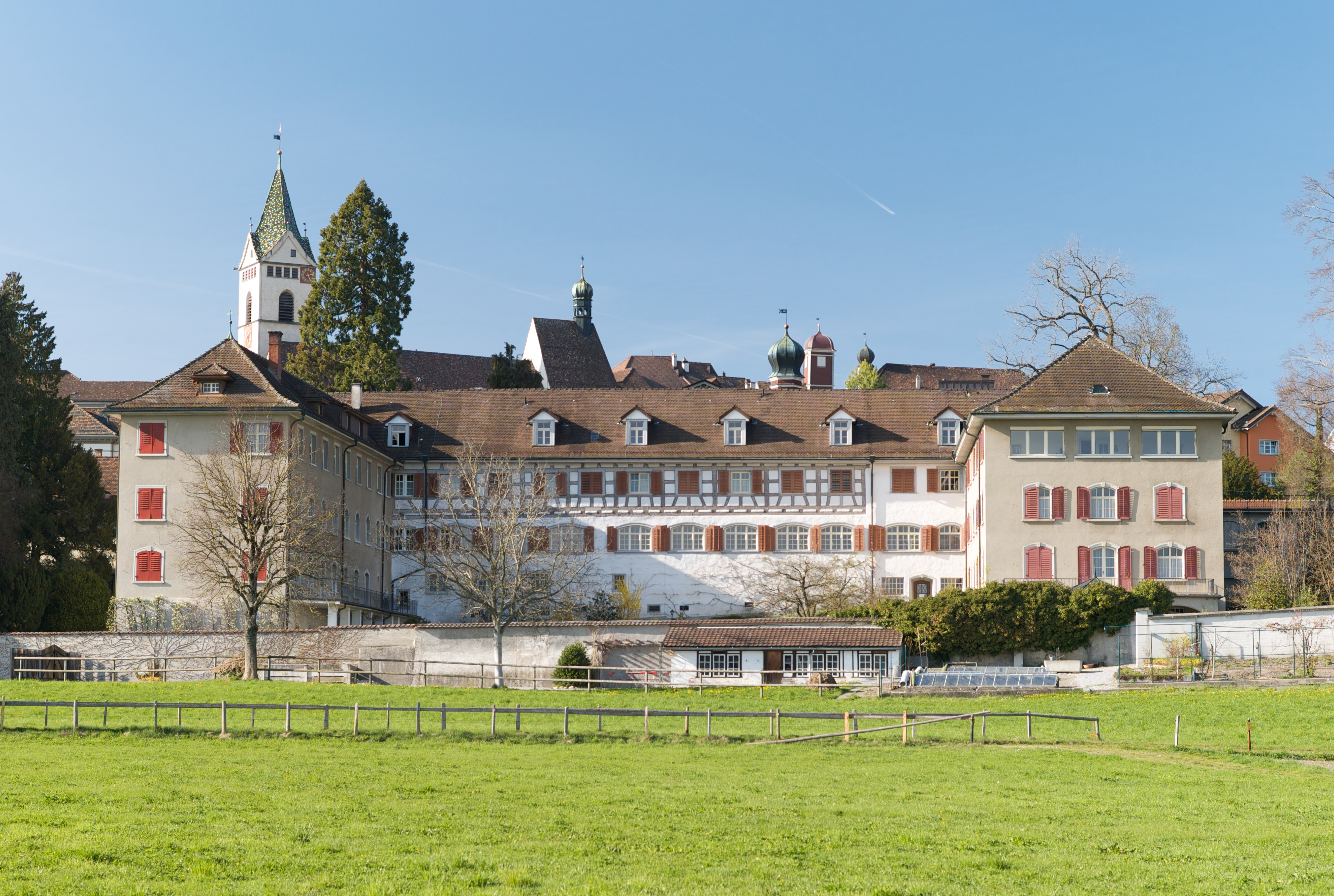
Kloster St. Katharina

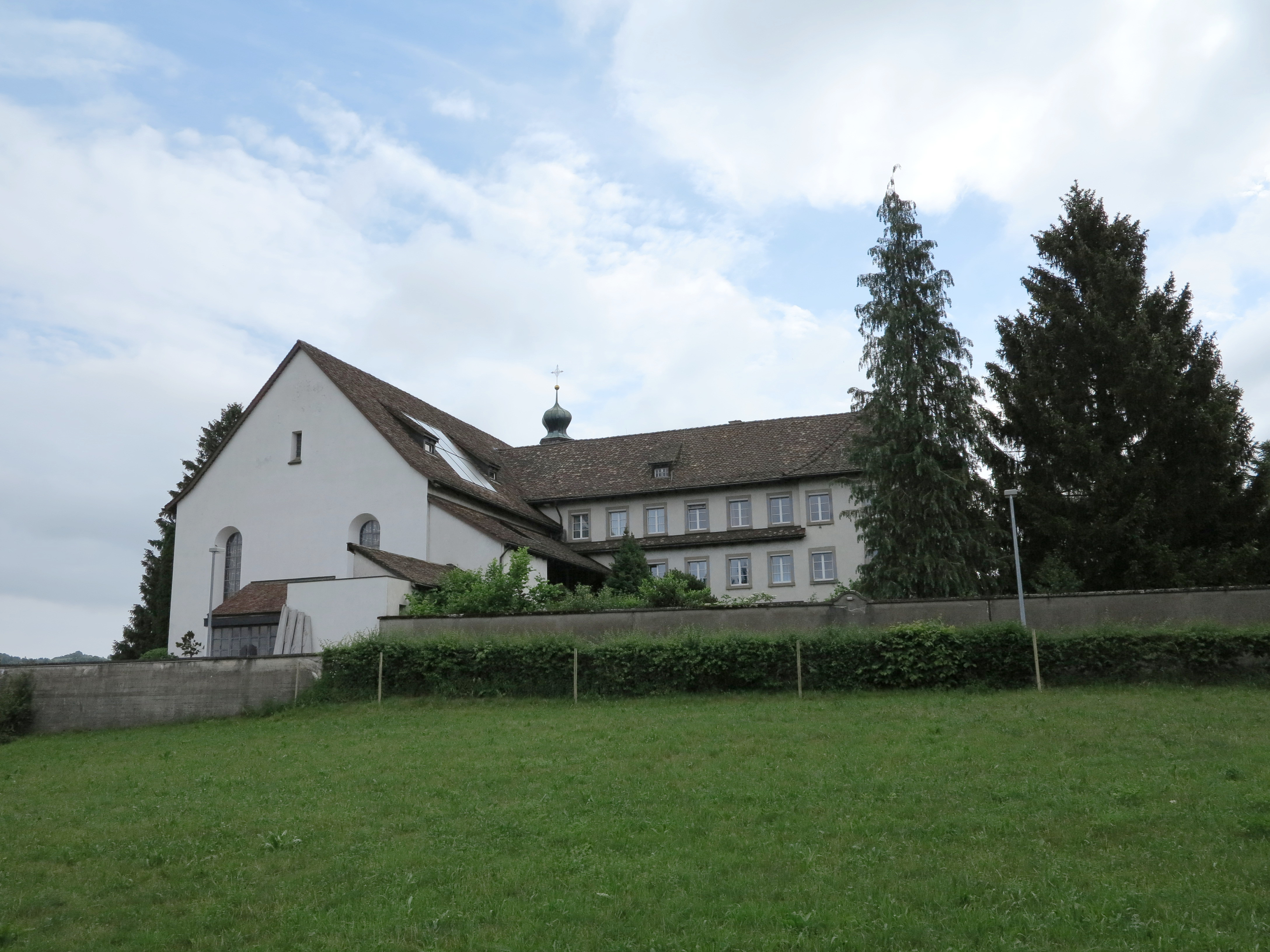
Kapuzinerkloster Wil

Im 16. und 17. Jahrhundert richtete die Stadt zusätzlich je eine deutsche Knaben- und Mädchenschule ein. Südlich der Altstadt entstand 1605 bis 1607 das Dominikanerinnenkloster St. Katharina, der Nachfolgekonvent des in der Reformation aufgehobenen, gleichnamigen Klosters in St. Gallen. 1615 vereinigte sich die Sammlung der Dominikanerinnen mit diesem Kloster. Ab 1809 führten die Nonnen eine Mädchenschule. 1654 bis 1657 wurde aufgrund einer Stiftung des fürstäbtischen Reichsvogts Georg Renner das Kapuzinerkloster in Wil errichtet. Vom 16. bis zum 18. Jahrhundert stammten über 40 Äbte und Äbtissinnen in Schweizer Klöstern aus Wil.
Nach dem Ende des fürstäbtischen Territorialstaats 1798 bildete Wil in der helvetischen Republik eine Munizipalgemeinde des Kantons Säntis. 1803 kam die Stadt zum neu gegründeten Kanton St. Gallen und war von 1831 bis 2002 Hauptort des gleichnamigen Bezirks. 1831 wurde auch die staatsrechtliche Grundlage geschaffen, um die politische von der Ortsbürgergemeinde zu trennen. Der Stadtrat zählt sieben Mitglieder und seit 1985 besteht ein 40-köpfiges Gemeindeparlament. 1985 schlossen sich die politische und die Schulgemeinde zusammen. Die Ortsbürgergemeinde verwaltet Wälder, Güter und Liegenschaften, z. B. das Baronenhaus, und erfüllt kulturelle und fürsorgerische Aufgaben.
1850 betrug der Anteil der Katholiken 91 % und derjenige der Reformierten 9 %. Die reformierte Minderheit gründete 1889 die evangelisch-reformierte Kirchgemeinde Wil, die auch die Reformierten von Rickenbach TG, Wilen TG, Bronschhofen und Zuzwil umfasst.

## Jüngere Neuzeit

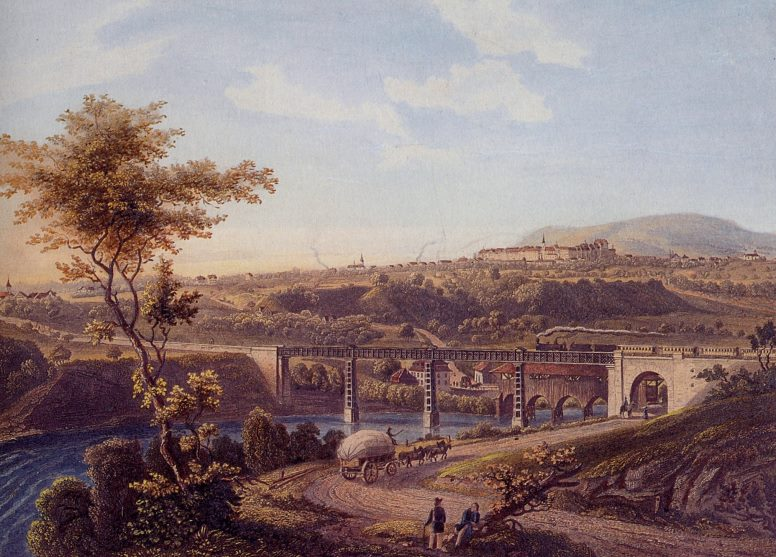
Zug auf der Thurbrücke bei Schwarzenbach. Im Hintergrund ist die Stadt Wil sichtbar.

In der ersten Hälfte des 19. Jahrhunderts wurden die Stadtmauern und -tore grösstenteils abgebrochen, nur das Schnetztor blieb. 1835 gestaltete der Ingenieur Alois Negrelli die durch die Altstadt führende Landstrasse neu, um das starke Gefälle auszugleichen. 1855 ging die Bahnlinie Winterthur–Wil, die 1856 bis Rorschach verlängert wurde, in Betrieb. 1870 eröffnete die Toggenburgerbahn ihre Strecke Wil–Ebnat und 1887 wurde die Frauenfeld-Wil-Bahn dem Verkehr übergeben. Ende der 1960er Jahre erhielt Wil Anschluss an die Autobahn A1 von Zürich nach St. Gallen-Winkeln.

Autobahn-Bau zwischen Münchwilen und Wil im April 1967

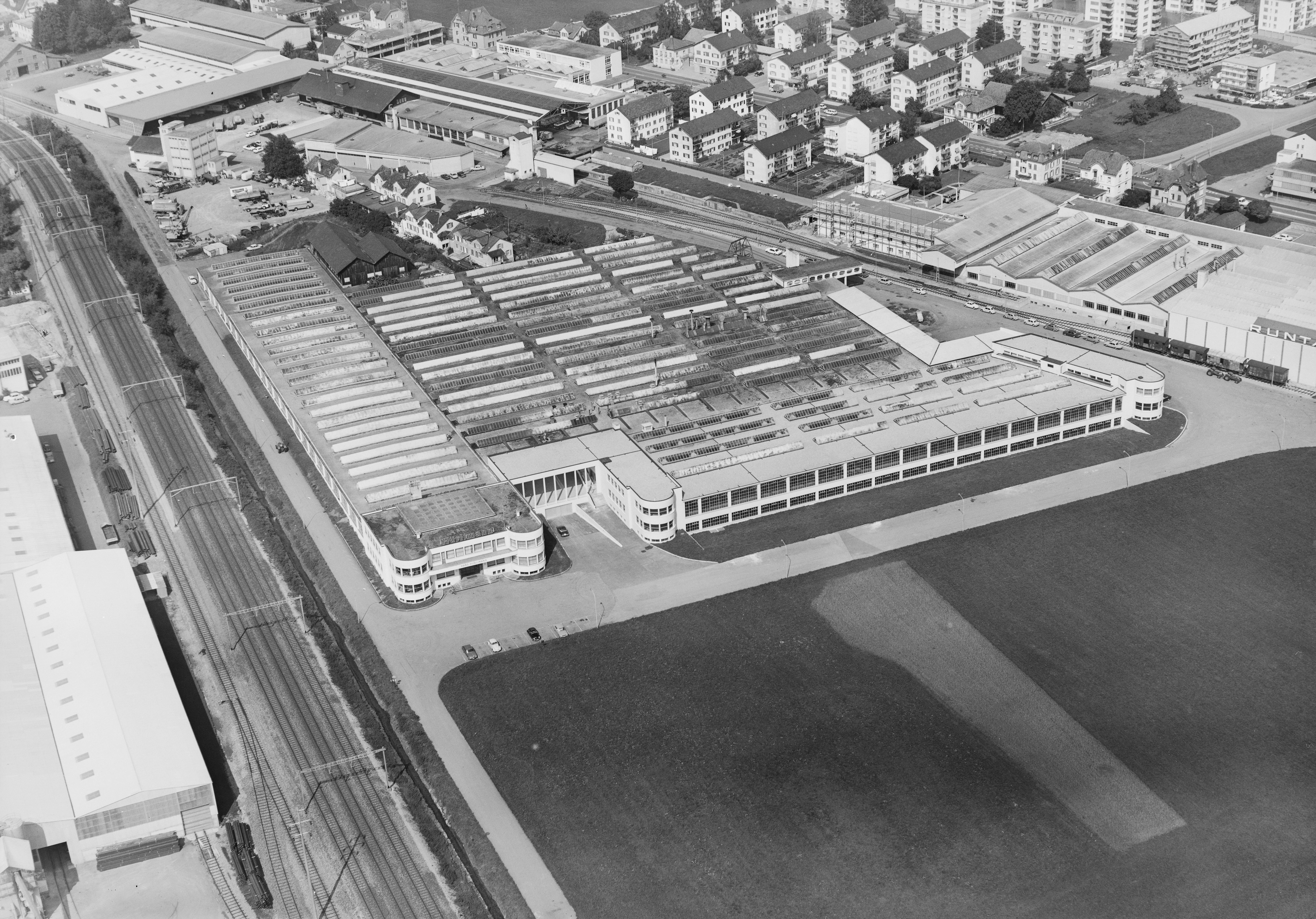
Traktorenfabrik Hürlimann im Jahr 1970, am oberen Bildrand die Firmen Agrar und Lagerhaus Wil

Um 1850 begann die Industrialisierung, deren Schwergewicht zuerst auf dem Textilbereich und dann auf dem Maschinenbau lag. Wichtig waren etwa die Jacquard- und Buntwebereibetriebe von Johann Baptist Müller und seinen Söhnen sowie die Filzfabrik von Fridolin Müller. Die Stickerei blühte ab 1895 mit der Schifflistickereifabrik Reichenbach, in deren verlassene Gebäude Alois Ruckstuhl 1925 mit seinen Strumpffabriken Royal einzog. Weitere Betriebe produzierten Wäsche, Strick- und Wirkwaren, Hemden, Blusen, Kinderkleider, Klöppelspitzen, Posamenten, Paramenten und Fahnen. 1929 gründete Hans Hürlimann die erste schweizerische Traktorenfabrik, die bis 1983 in Betrieb stand. Wirtschaftlich bedeutend waren ab 1936 die Landmaschinenfirma Agrar, ab 1937 die Nähmaschinennadelfabrik Nadag sowie wenig später die Sumag-Sägen. Die Stihl & Co. exportiert weltweit Sägeketten. Im 19. Jahrhundert entstanden in Wil auch vier Bierbrauereien, von denen die Brauerei Hof nach der Übernahme durch die Brauerei Hürlimann 1983 als letzte den Betrieb einstellte. Viele kleine Firmen vor allem der IT-Branche wurden Ende des 20. Jahrhunderts gegründet. Seit 1892 verfügt Wil über eine Kantonale Psychiatrische Klinik und seit 1970 über ein Allgemeinspital.
Seit Mitte des 16. Jahrhunderts sind Musik und Theater in Wil fest verankert. In den 1870er Jahren schlossen sich der Cäcilienverein, der Orchesterverein und der Männerchor Concordia zur Theatergesellschaft zusammen. Diese führte alle drei Jahre mit musikbegeisterten Laien in der 1876 errichteten Tonhalle Opern und Operetten auf. In Wil werden spezifische Bräuche gepflegt wie die Fasnacht mit den traditionellen Wiler Teufeln, das «Stäckliträge» am ersten Oktobersonntag mit Gaben-Umzug der Kinder zum Endschiessen der Stadtschützen sowie der Laternenumzug der Kinder am Silvesterabend. Die Altstadt mit ihren gut erhaltenen historischen Häusern brachte Wil 1984 den Wakkerpreis ein.